# 로멀리스 엘리스
로멀리스 엘리스(영어: Romallis Ellis, 1965년 12월 16일~)는 미국의 전직 권투 선수이다. 미국 국가대표 선수로 활동하여 1988년 하계 올림픽 남자 라이트급 종목에서 은메달을 획득했다.